# بيتي دافي
بيتي دافي (بالإنجليزية: Betty Davy)‏ هي مُدرسة أسترالية، ولدت في سبتمبر 1919، وتوفيت في سبتمبر 2010.